# Nora Zapf

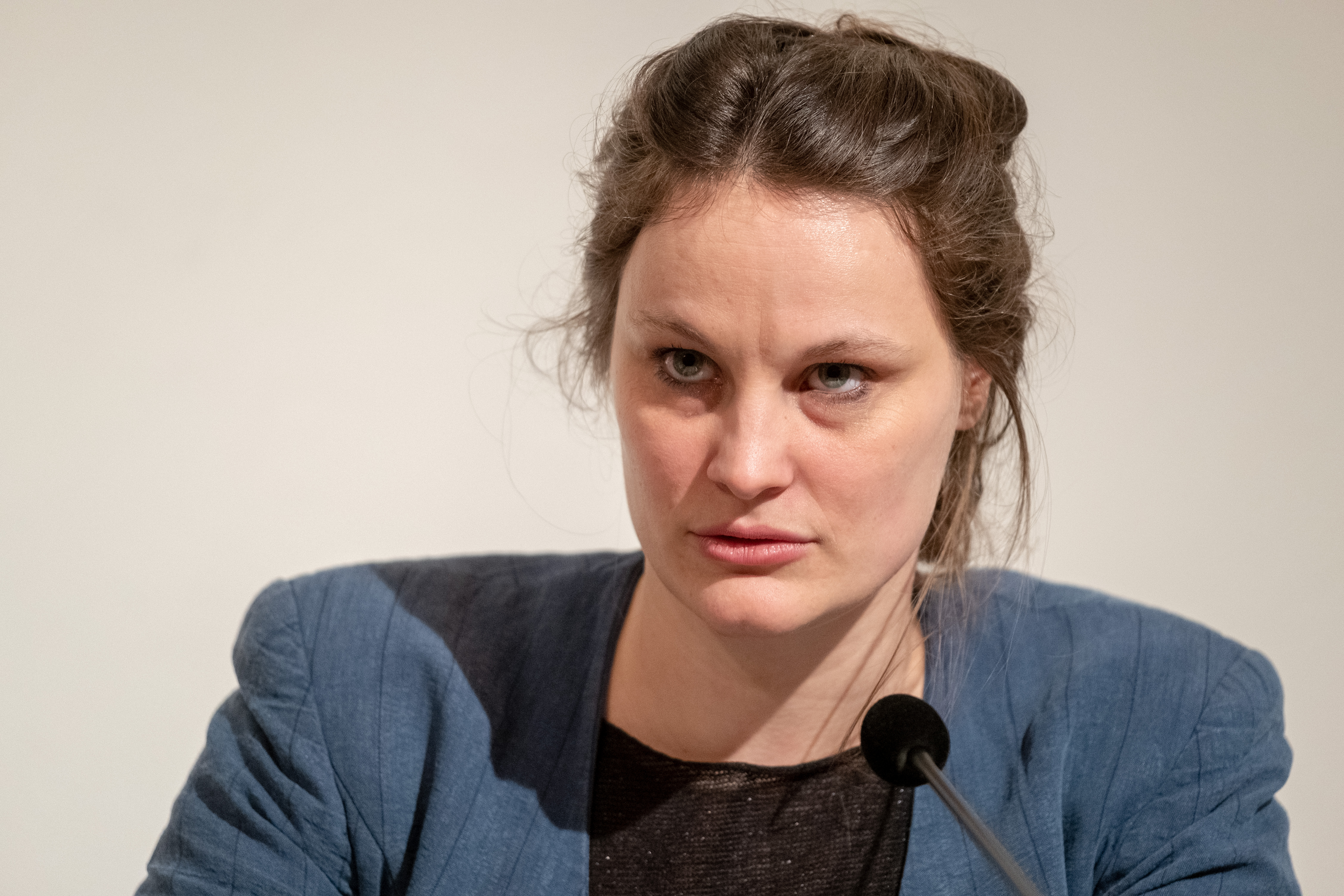
Nora Zapf, Haus für Poesie Berlin (2019)

Nora Zapf, Geburtsname Eleonore Zapf, (* 1985 in Paderborn) ist eine deutsche Lyrikerin, Übersetzerin und Literaturwissenschaftlerin.

## Leben
Nora Zapf, die im literaturwissenschaftlichen Umfeld ihren Geburtsnamen Eleonore Zapf verwendet, studierte von 2006 bis 2012 Romanistik, Neuere deutsche Literatur und Politikwissenschaften an der Ludwig-Maximilians-Universität (LMU) in München und der Katholischen Universität Portugal in Lissabon. Nach einem zweimonatigen Lehraufenthalt 2013 an der Universidad de Buenos Aires war sie von 2013 bis 2017 Stipendiatin am DFG-Forschungskolleg „Funktionen des Literarischen in Prozessen der Globalisierung“ an der LMU München. 2017 wurde sie  im Fach Komparatistik/Romanistik an der LMU promoviert. Seit 2018 ist sie wissenschaftliche Mitarbeiterin am Institut für Romanistik der Universität Innsbruck. 2019 und 2020 verbrachte sie kurze Lehraufenthalte an der Universidad de Valladolid und der Universidad de la Habana. Ihr Habilitationsprojekt behandelt Unterweltreisen in der lateinamerikanischen Prosa des 20. Jahrhunderts.
Neben ihrer universitären Laufbahn ist Nora Zapf als Lyrikerin und als Übersetzerin aus dem Portugiesischen und Spanischen tätig. Sie ist eine der Organisatorinnen der Lesereihe Meine drei lyrischen Ichs und des Festivals Großer Tag der jungen Münchner Literatur. 2017 erhielt sie eines der Literaturstipendien der Stadt München, was ihr 2018 die Veröffentlichung ihres ersten Gedichtbands homogloben im ermöglichte. Noch im gleichen Jahr erschien ihr Gedichtband rost und kaffeesatz. Das Gedicht Dafne im Federkleid aus der Sammlung Homogloben wurde im Bundeswettbewerb Lyrix 2019 für eine exemplarische Unterrichtseinheit zur Gegenwartslyrik ausgewählt. 2021 erschien der Gedichtband Dioden, wie es Nacht (vierhändig). 
Zapf lebt in München und Innsbruck.

## Rezeption
Die Gedichte ihres Bands rost und kaffeesatz von 2018 bezeichnete die Autorin selbst als „kleine Experimente“. Sie erforderten, so Nicole Graner, die „ganze Aufmerksamkeit des Lesers (…), eines Lesers, der sich nicht scheut, den Worten nachzuspüren, innezuhalten, um sie neu zu ergründen“. Im Forum für autonome Poesie, Signaturen, bewertete Elisa Weinkötz rost und kaffeesatz als „sprach- und selbstbezüglich“. Am schönsten sei es da, „wo die assoziative Kraft der Texte mal acht gibt auf eine Richtung.“
Der 2021 erschienene Gedichtband Dioden, wie es Nacht (vierhändig) behandelt den Schlaf. Mit den Langgedichten des Bandes „gleiten“, so die Rezensentin der Süddeutschen Zeitung Antje Weber, „die Leser mit der Autorin durch wechselnde Nachtphasen, auch mal Fieberträume,“ was sich in entsprechend unruhigen Texten mit unterschiedlichen Schriftgrößen, Fettungen und Sprachen-Einsprengseln niederschlage. Ihr Resümee: „Wer solche Zustände kennt, wird die geradezu elegisch zusammengehaltenen Gedankensplitter mit anderer, sozusagen somnambul verschwommener Wahrnehmung lesen. (…) Immer wieder gelingen Nora Zapf dabei schöne Bilder, zum Beispiel das von der ‚Angst verlorenzugehen wie ein Saxophon / im seichtesten Jazz‘. Immer wieder wird auch deutlich, wie ambitioniert sich diese Autorin, mit ihren literarischen Mitteln ganz in der Gegenwart, an der Tradition abarbeitet.“

## Auszeichnungen
- 2017 Literaturstipendium der Stadt München
- 2019 Bestes Lyrikdebüt, Haus für Poesie Berlin[10]
- 2019 Bayerischer Kunstförderpreis im Bereich Literatur[11]

## Publikationen

### Lyrik
- homogloben. Gutleut Verlag, Frankfurt a. M. 2018, ISBN 978-3-936826-36-4.
- rost und kaffeesatz. Parasitenpresse, Köln 2018.
- Dioden, wie es Nacht (vierhändig). Illustrationen von Sophie Schmidt. Parasitenpresse, Köln 2021. ISBN 978-3-947676-76-7.
- No notizen. Hochroth Verlag, München 2023. ISBN 978-3-949850-33-2.

### Übersetzungen
- Fernando Pessoa: Der Seemann. Ein statisches Drama. Deutsch/Portugiesisch. Aus dem Portugiesischen von Oliver Precht und Nora Zapf mit einem Nachwort von Marcus Coelen. Turia + Kant, Wien/Berlin 2016, ISBN 978-3-85132-816-5.
- Mario Santiago Papasquiaro: Ratschläge von 1 Marx-Schüler an 1 Heidegger-Fanatiker. Zweisprachig spanisch/deutsch. Aus dem mexikanischen Spanisch von Nora Zapf. Verlag Turia + Kant, Wien/Berlin 2018, ISBN 978-3-85132-898-1.
- Juana Inés de la Cruz: Erster Traum. Spanisch/Deutsch. Mit einem Vorwort von Johannes Kleinbeck und Oliver Precht. Verlag Turia + Kant, Wien 2023, ISBN 978-3-98514-062-6.